# Дипилон
Дипилон (грчки: двоја врата) у архитектури је грађевина или славолук са два пролаза на истој страни.